# أندرياس شتيبر
أندرياس شتيبر (بالمجرية: Stieber András)‏ هو لاعب كرة قدم مجري في مركز الوسط، ولد في 8 أكتوبر 1991 في Sárvár ‏ في المجر. لعب مع غيور تورنا أوزتالي.

## وصلات خارجية
- أندرياس شتيبر على موقع قاعدة بيانات كرة القدم.إي يو (الإنجليزية)
- أندرياس شتيبر على موقع Soccerway.com (الإنجليزية)